# Lokomotiva ČS7
ČS7 (rusky ЧС7 jako ЧехоСловакия (ČeskoSlovensko), tovární typ 82E) je dvoudílná elektrická lokomotiva na stejnosměrný proud určená pro vozbu těžkých rychlíků. Vyráběla ji v letech 1983–1997 československá Škoda Plzeň pro export do Sovětského svazu (později Ruska a Ukrajiny) v počtu 321 dvojic.

## Vznik
Počátkem 80. let se počet cestujících na sovětských železnicích výrazně zvyšoval. Bylo nutné zvýšit počet osobních vlaků a počet vagonů v nich, tomu však bránila příliš hustá nákladní doprava a nemožnost zvýšit kapacitu osobních vlaků kvůli hmotnosti, kterou tehdejší sovětské lokomotivy dokázaly utáhnout. Řešením této situace se stal projekt výkonné dvojdílné osobní lokomotivy, schopné vozit až 30vozové rychlíky.

## Výroba
Na podzim roku 1983 bez prototypů vyrobila Škoda Plzeň sérii prvních 20 elektrických lokomotiv, které dostaly tovární označení 82E1 a bylo jim uděleno Ministerstvem železnic SSSR označení ЧС7 (ČS7). Lokomotivy byly přiděleny do dep v Moskvě a Čeljabinsku. Další vyrobené dvojice byly také přidělovány do Sverdlovsku (později Jekatěrinburg) a do dep na Ukrajině v Dněpropetrovsku, Charkově a Melitopolu.

## Provoz
V roce 2022 jsou lokomotivy deponované v Rusku na Moskevské železnici v depech Moskva-Depo Iljiče a Ožerelje-Sortirovočnoje a na Ukrajině v depech Charkov-Holovne, Dnipro, Lvov-Západ a Melitopol.

## Galerie

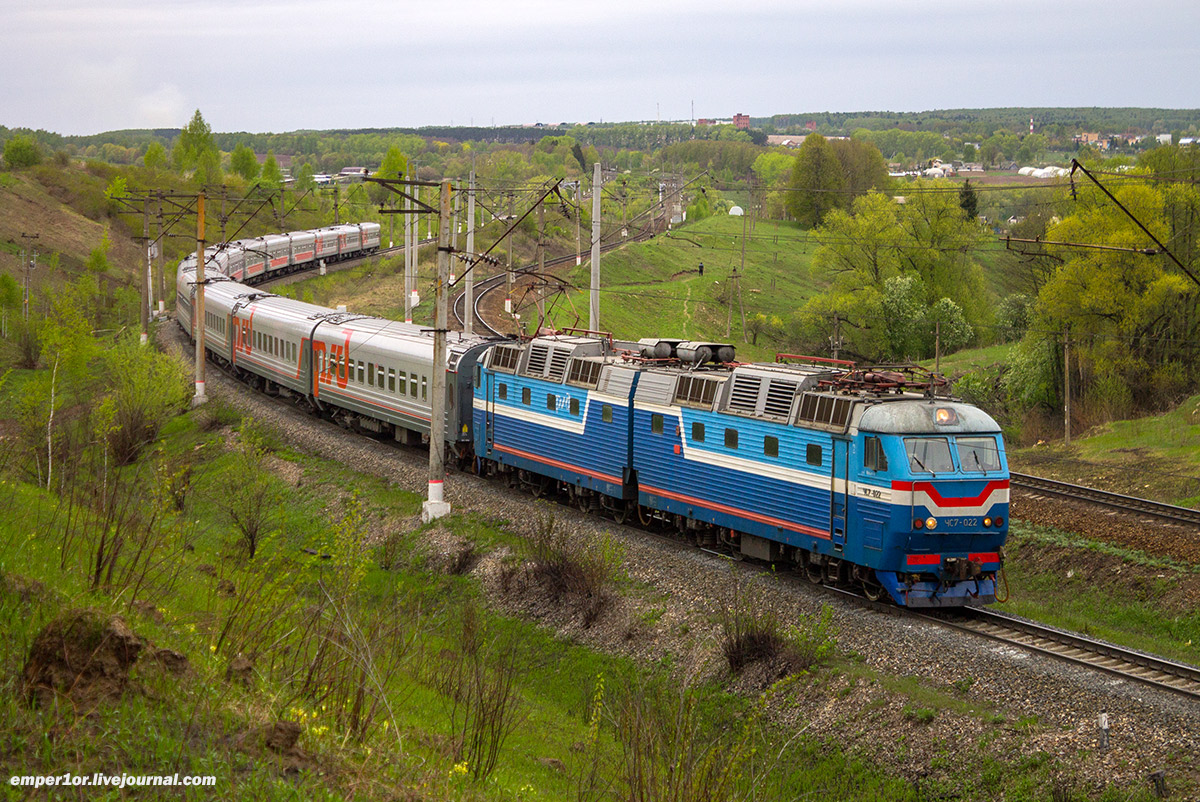
Lokomotiva ČS7-022 v nátěru depa Moskva-Kijevskaja.
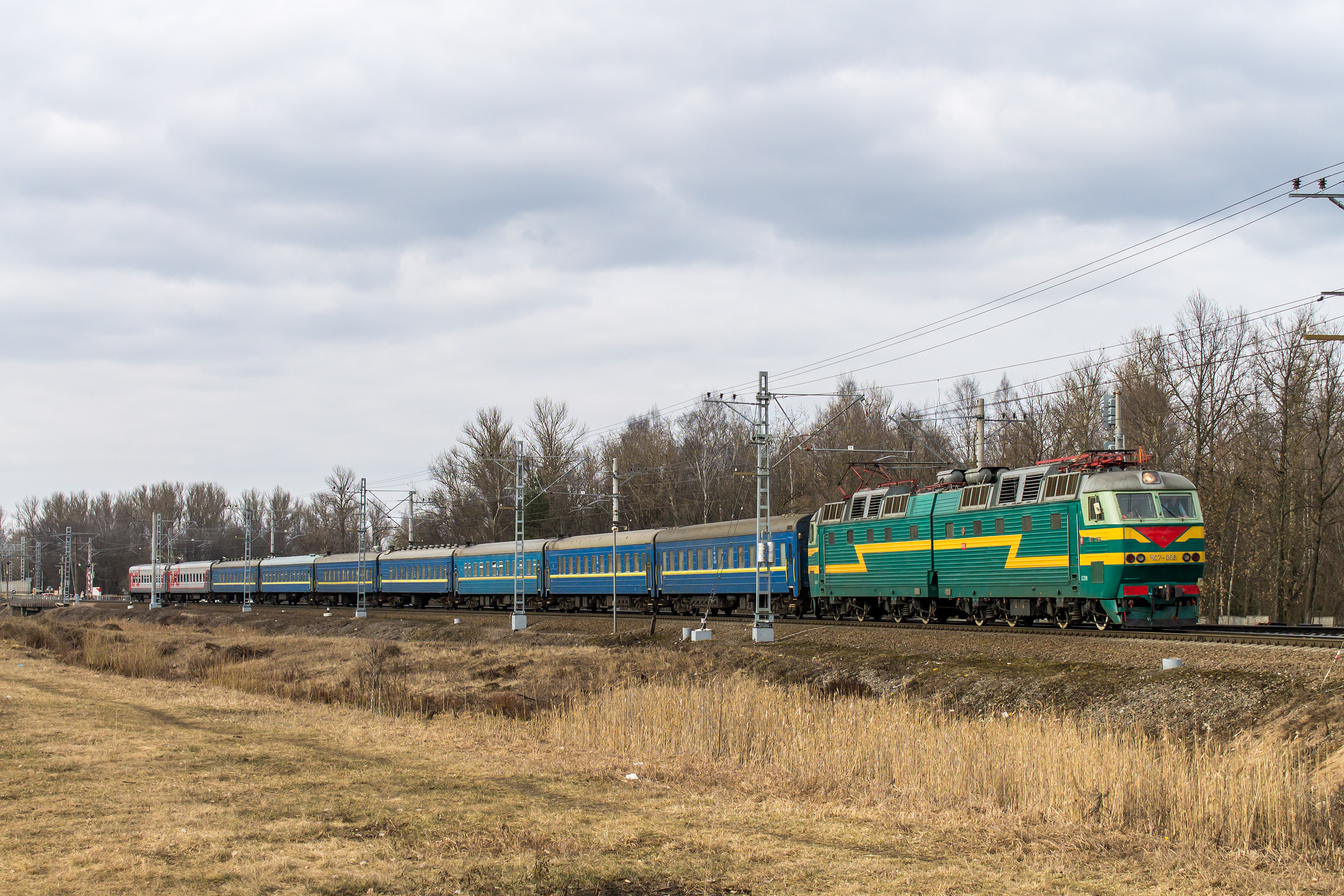
Lokomotiva ČS7-056 v nátěru depa Moskva-Kurskaja.
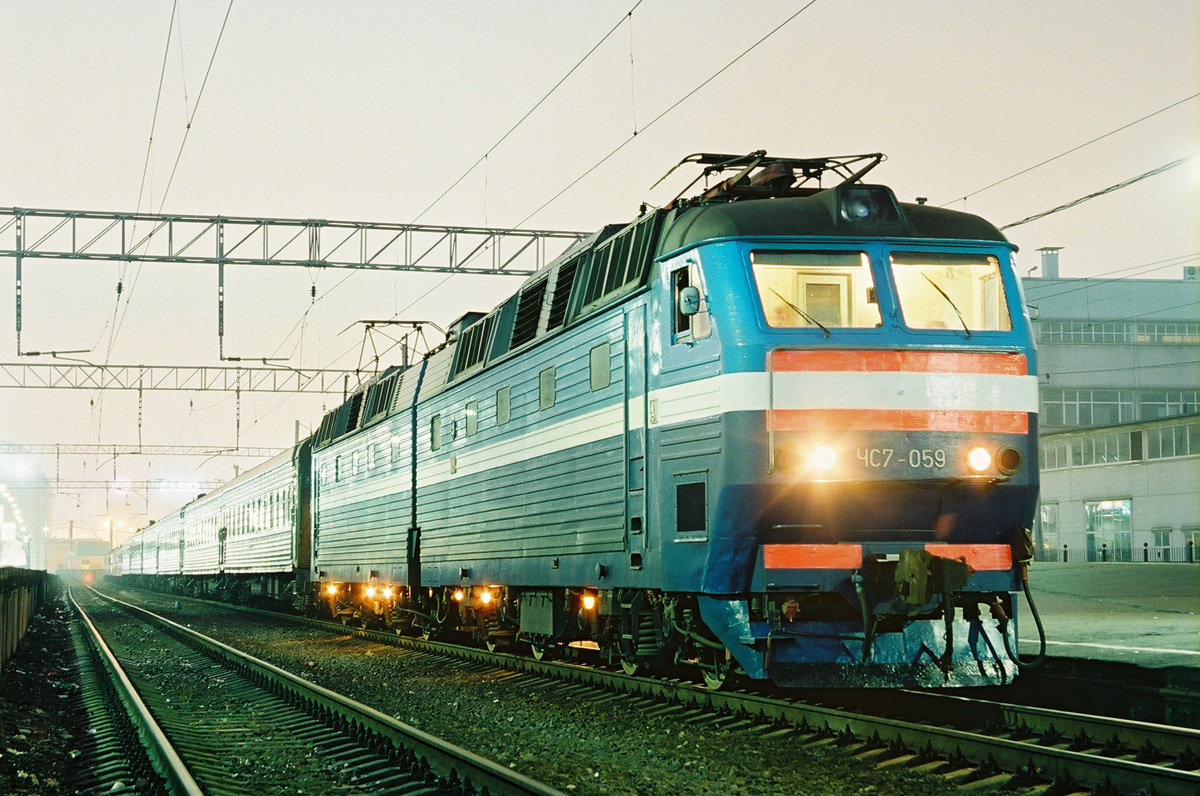
Lokomotiva ČS7-059 v nátěru depa Moskva-Smolenskaja.
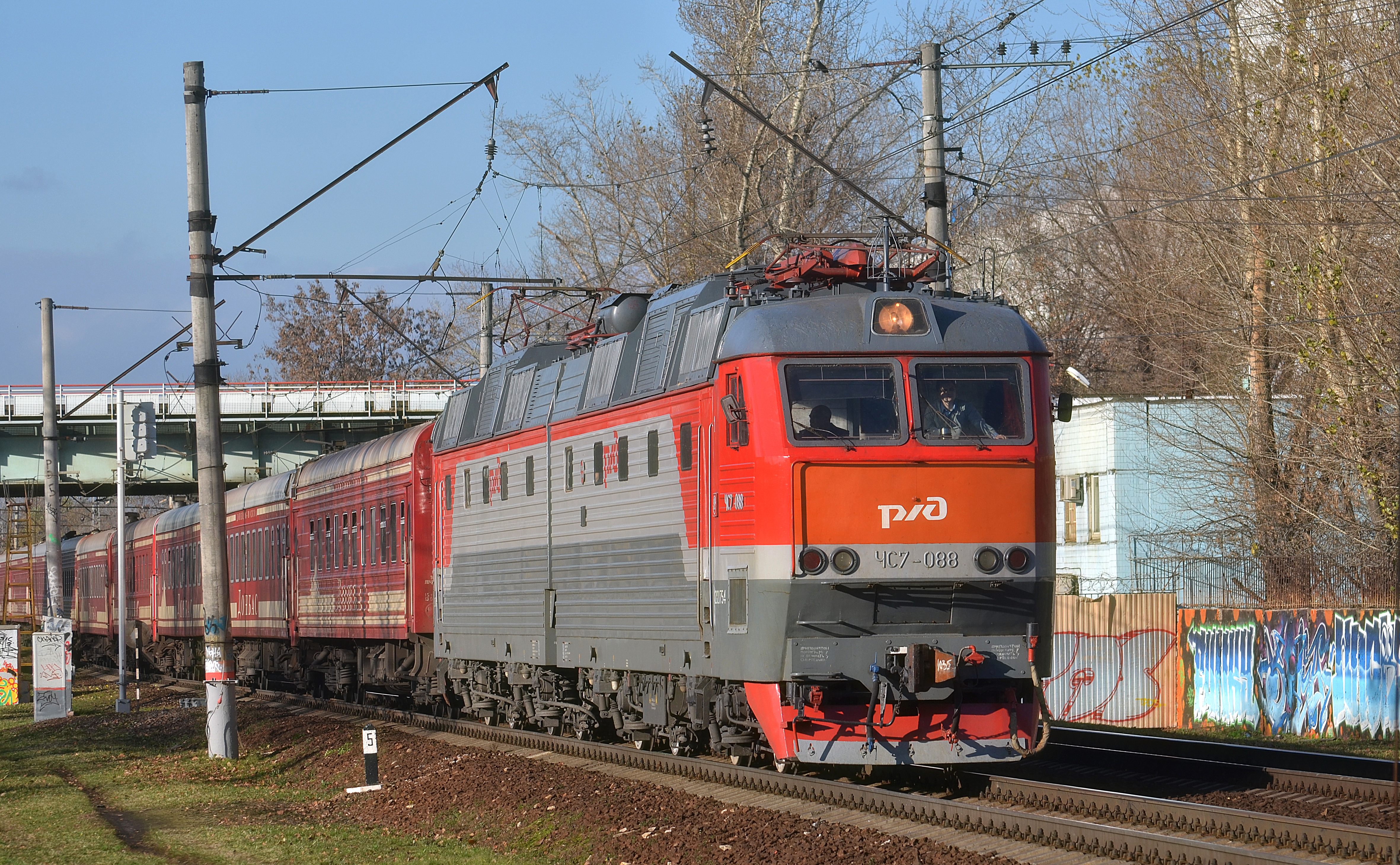
Lokomotiva ČS7-088 v korporátním nátěru RŽD.
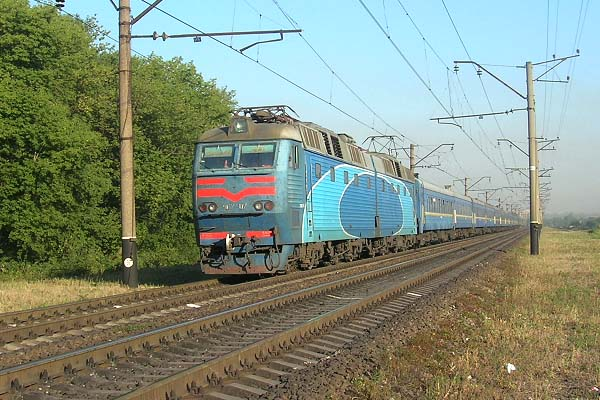
Lokomotiva ČS7-117 v nátěru depa Melitopol.
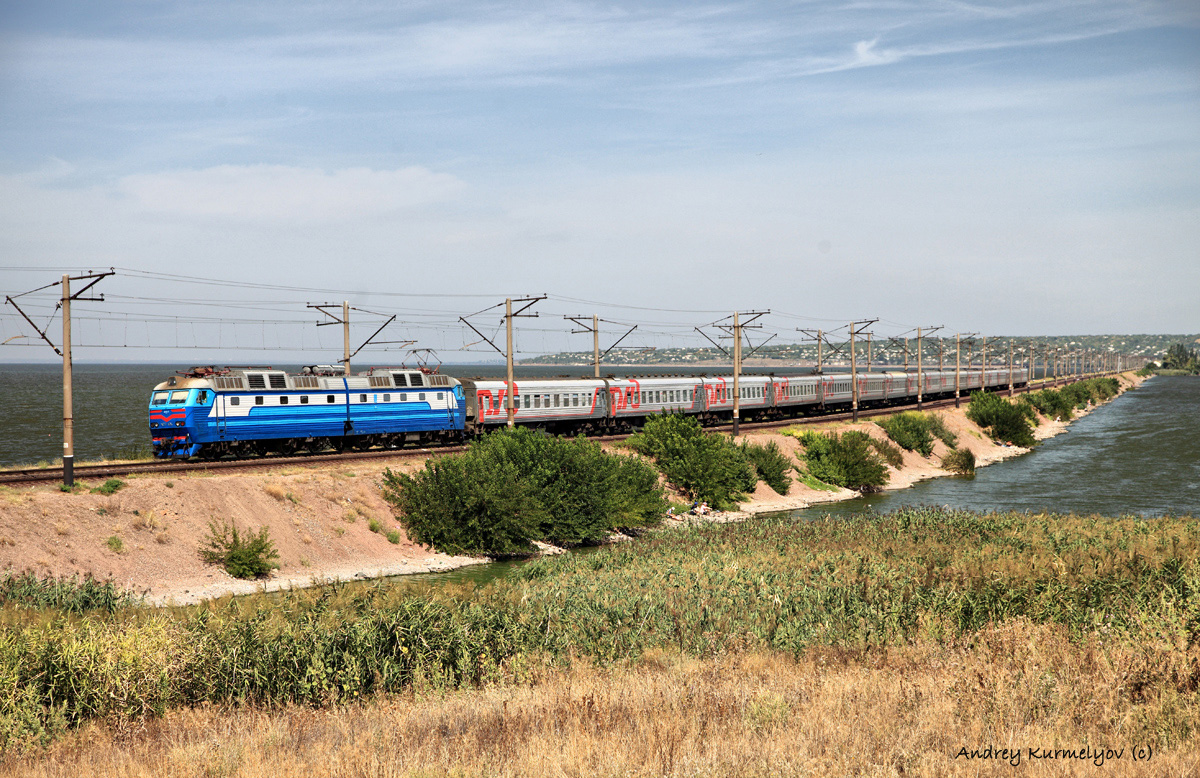
Lokomotiva ČS7-124 v nátěru depa Charkov-Holovne.
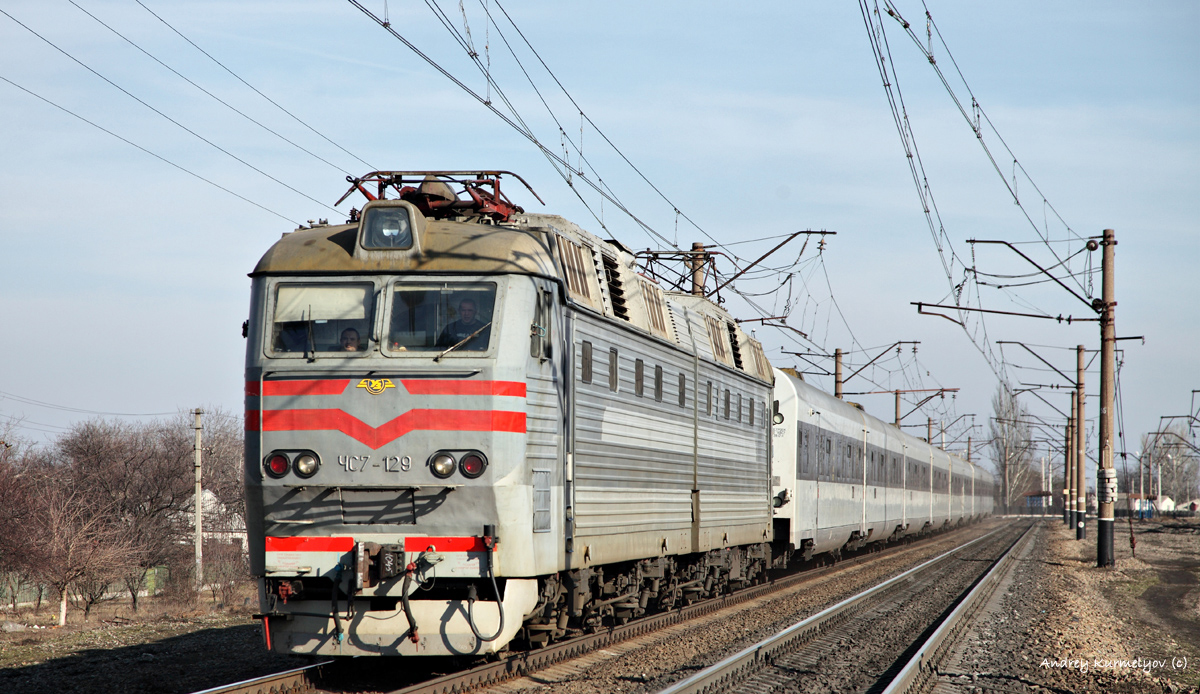
Lokomotiva ČS7-129 v jedné z barevných mutací UZ.
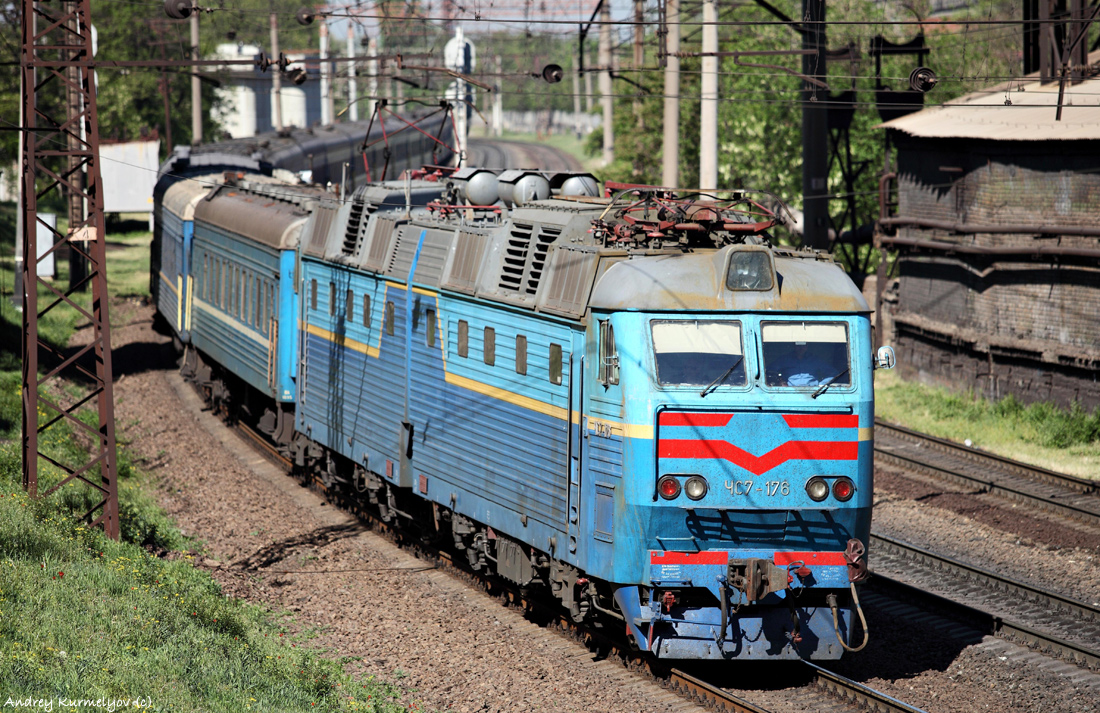
Lokomotiva ČS7-176 v unifikovaném nátěru UZ.
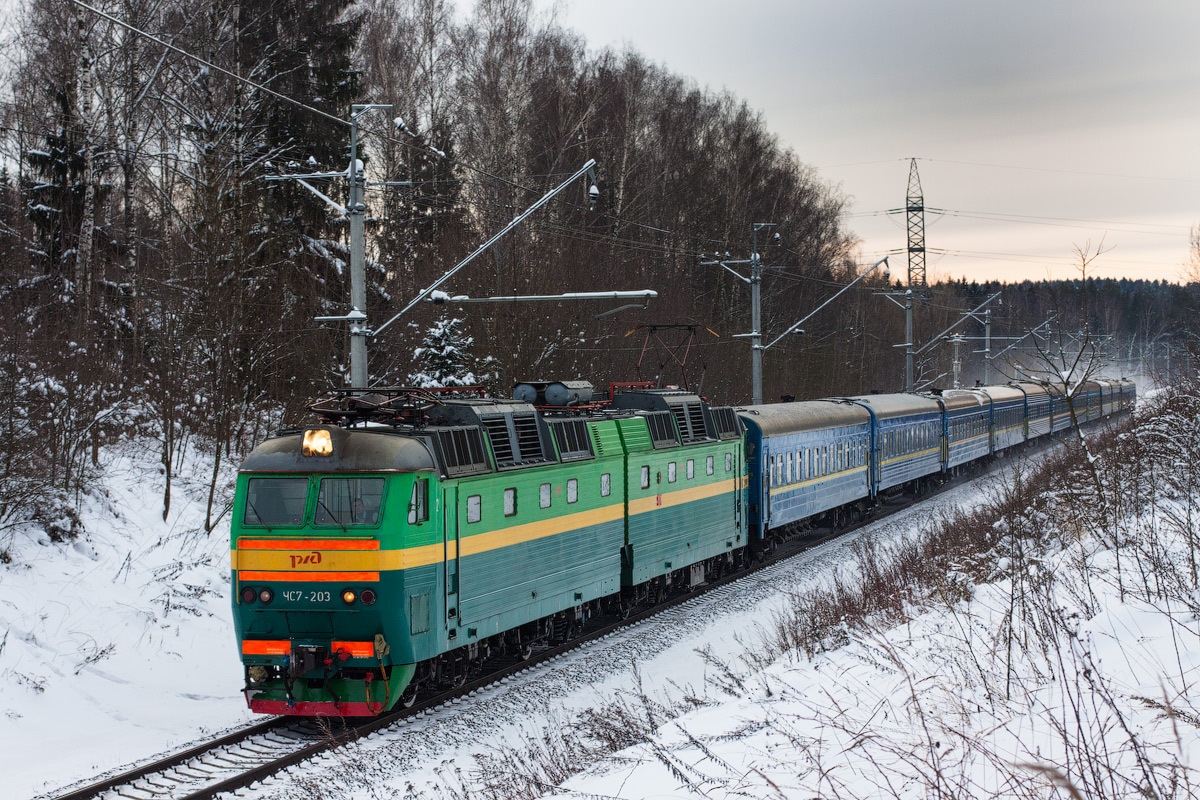
Lokomotiva ČS7-203 v továrním nátěru.
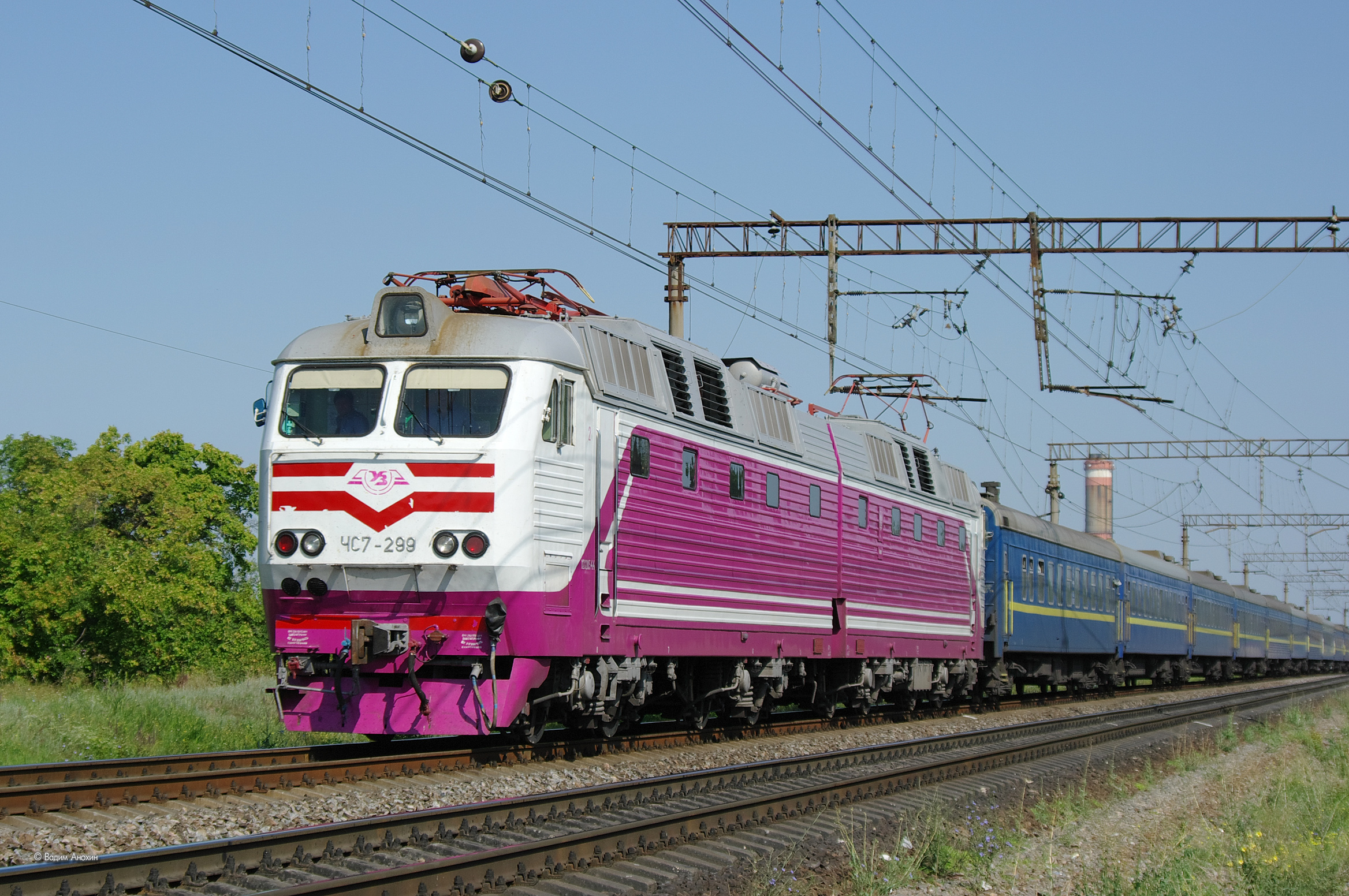
Lokomotiva ČS7-299 v nátěru určený pro vozbu rychlíku Kyjev – Dněpropetrovsk.